# Jeeragiwad, Dharwad
Jeeragiwad là một làng thuộc tehsil Dharwad, huyện Dharwad, bang Karnataka, Ấn Độ.